# 斯蒂芬·茨威格
斯蒂芬·茨威格（德語：Stefan Zweig；1881年11月28日—1942年2月22日），奥地利犹太裔作家，中短篇小说巨匠，擅长人物的心理分析，也著有多篇名人传记。

## 生平

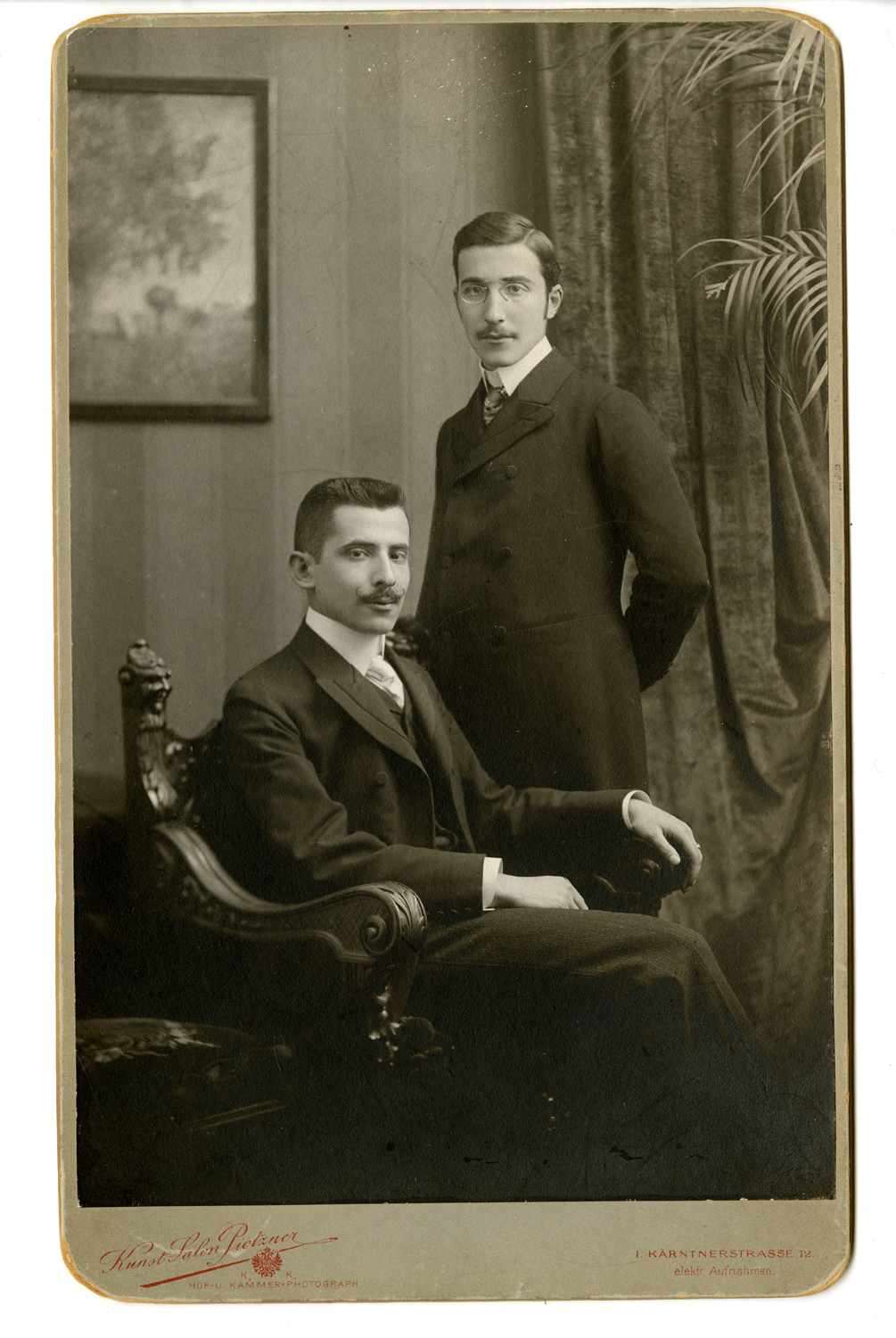
史蒂芬·茨维格（站立者）和哥哥阿尔弗雷德，约1900年

### 早年（1881-1918）
斯蒂芬·茨威格生于维也纳，父亲莫里茨·茨威格是一个富裕的纺织商人，母亲来自意大利的犹太人银行世家布雷陶尔家族，其家庭不信教。他后来在面试中描述家庭时称“父母碰巧都是犹太人”。他读大学期间，他就发表了一些诗歌，它们受到了霍夫曼斯塔尔和里尔克的影响。1904年他完成关于泰纳的博士论文，从维也纳大学毕业。期间他发表了第一篇中篇小说，这种文学样式后来让他享誉世界。他发展了一种特别的写作方法，把谨慎的心理分析、引人入胜的叙述方式和极好的修辞风格融为一体。除了创作短篇小说和散文外，茨威格也是波德莱尔，魏尔伦和维尔哈伦作品的译者。
茨威格保持着富裕市民的生活方式，经常旅行。他1910年踏足印度，兩年後踏足美国。
第一次世界大战爆发后，他自愿入伍，被委派从事战时新闻服务。战争的进程和他的朋友，法国作家和平主义者罗曼·罗兰对他的影响使他越来越反对战争。1917年，茨威格第一次在服役期间休假，并写作戏剧《耶利米》来反对战争。后来他退役，搬到了中立国瑞士的苏黎世，在那里作为记者为《维也纳新自由报》工作。

### 萨尔茨堡岁月（1919-1933）
战争结束后，茨威格回到了奥地利，住在萨尔茨堡。他在1919年和弗里德里珂·冯·温特妮茨结了婚。作为有责任感的知识分子，茨威格积极参加了反对民族主义、复仇主义的活动，宣传“欧洲要有统一精神”的思想。在此期间，他创作了很多作品。1927年他完成历史特写《人类的群星闪耀时》，在书中作者选择了历史上的五个时刻进行描写，后来再版为十二个和十四个故事的版本均在1943年即茨威格身后。这些时刻有的改变了整个欧洲（比如滑铁卢战役中未能及时增援拿破仑的法军元帅格鲁希的遗憾），有的改变了一个人的命运（比如亨德尔的中风与感悟）。情节的吸引人加之作者高超的艺术技巧使得这部特写集激情洋溢，非常具有感染力。
1928年，茨威格到苏联旅行，在那里他的作品通过高尔基的努力出版了俄语译本。同时他写作传记，他受弗洛伊德的思想影响，偏重对人物的心理分析。他曾经写了巴尔扎克、狄更斯、陀思妥耶夫斯基、荷尔德林、克莱斯特等人的传记。1929年他完成《旧书商门德尔》。1930年茨威格将他的作品《精神疗法》题献给爱因斯坦。

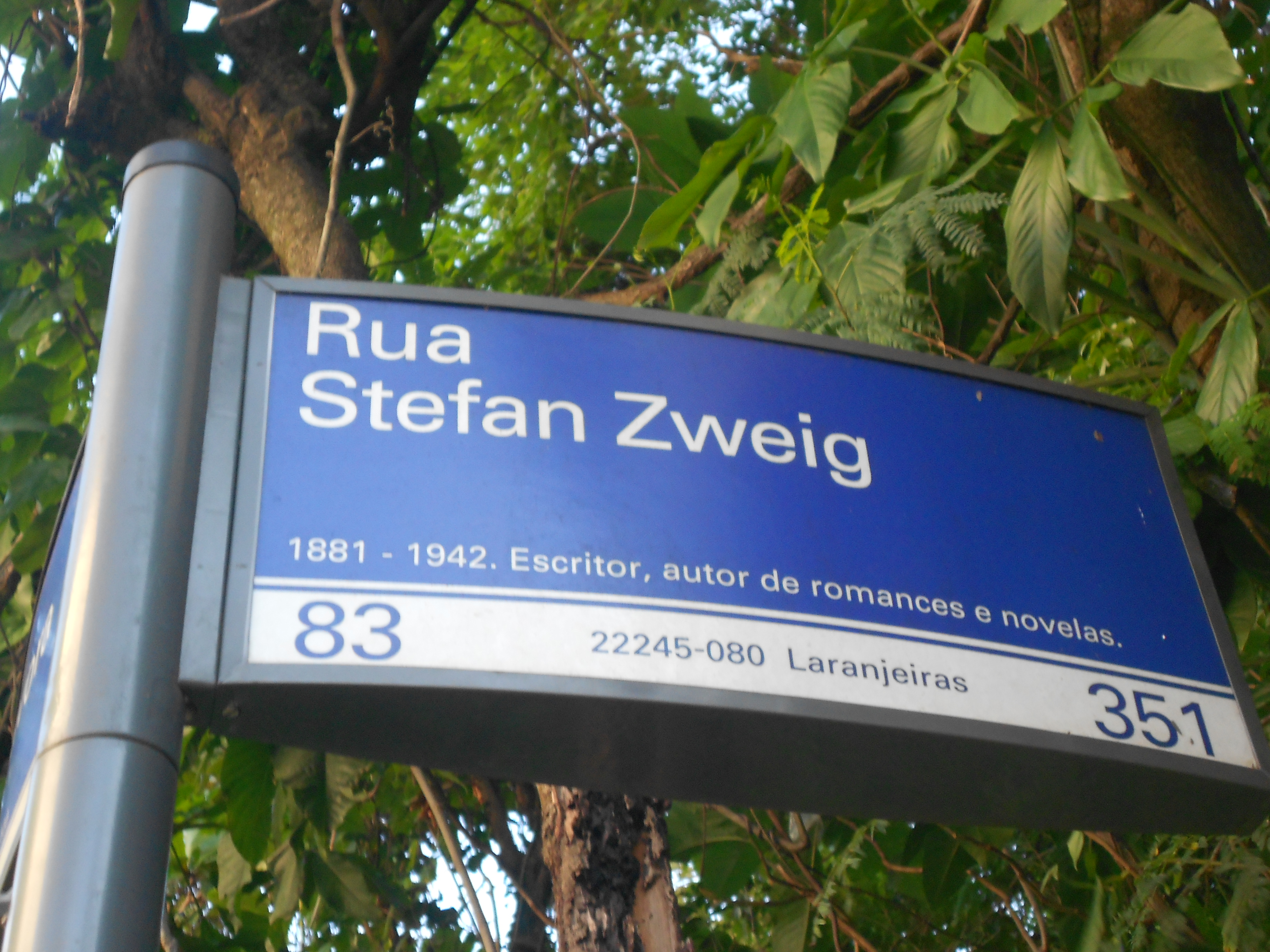
里约热内卢的茨威格路

### 流亡生涯（1934-1942）
1933年，当纳粹党在德国掌权的时候，茨威格决定去英格兰伦敦。他的书不准在莱比锡的岛屿出版社出版，而只能在维也纳出版。但他跟德国的联系仍在进行。1935年他为理查德·施特劳斯的歌剧《沉默的女子》撰写了剧本。同年，他到南美旅行。
1936年，茨威格的作品在德国被掌权者查禁。他的第一次婚姻结束了。1938年奧地利也陷入了纳粹的掌控，茨威格移民英国。他跟夏洛特·阿尔特曼结了婚。
第二次世界大战爆发后，斯蒂芬·茨威格加入了英国国籍。他离开了伦敦，取道纽约、阿根廷和巴拉圭到达了巴西。
1941年他出版了强烈控诉法西斯对思想的专制统治的经典名作《象棋的故事》和自传《昨日的世界》。
1942年2月22日，茨威格和第二任妻子夏洛特·阿尔特曼在里约热内卢附近的彼得罗波利斯（Petrópolis）双双服用镇静剂自杀——“出于自愿和理智的思考”，出于对他的“精神家园欧洲”的毁灭的痛心。23日，二人双手紧握的尸体被发现。二人的遗体葬于彼得罗波利斯市的斯蒂芬·茨威格故居（Casa Stefan Zweig）纪念馆。

## 作品

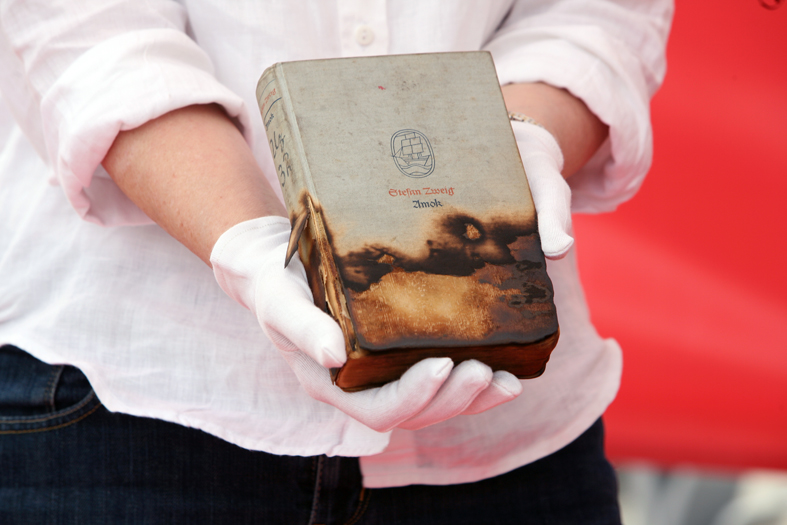
在纳粹的烈火中幸存的茨威格的作品

茨威格显名于1920年代至1930年代。他與亞瑟·史尼茲勒和西格蒙德·弗洛伊德等人友好。在美國、南美洲、歐洲（特別是歐洲大陸），茨威格非常受歡迎。然而，他遭到英國民眾極大的忽視，而且他的名聲在美國逐漸變小，直到1990年代眾多出版人的努力，尤其是普希金出版社和紐約書評（NYRB），才拯救他免於遭人遺忘的命運。
評論家對於茨威格作品的意見有著極大的分歧，一些英語批評者對他的貧乏、疲弱和表面的文學內容感到失望，而另外一些評論家卻讚賞他作品內的歐洲傳統：歌頌人道、純樸、和有力的風格。
茨威格有许多著名的作品。其中包括中篇小說：《象棋的故事》、《熱帶癲狂症患者》、《一名陌生女子的來信》（此作品在1948年被馬克思·歐弗斯拍成電影）；長篇小說：《同情的罪 》、《情感的迷惘 》（去世後出版）；以及傳記：《鹿特丹的伊拉謨斯的勝利與悲劇》、《麥哲倫》、《瑪麗·安東尼特》（去世後出版）（此作品被好萊塢相中，女演員瑙瑪·希拉飾演瑪麗）。
在美國的反德情緒到達最高點的時候，他一度使用假名「Stephen Branch」（來自他真實姓名的翻譯）。
茨威格與理查·史特勞斯友好，並曾經緊密合作過，並為史特勞斯的《沉默的女子》撰寫劇本。1935年6月24日，《沉默的女子》在德勒斯登進行首演時，史特勞斯拒絕納粹將茨威格的名字從節目單上移除的要求，結果戈培爾以拒絕出席作為回應，而且在三次演出後，此劇便遭禁演。之後，茨威格與Joseph Gregor 合作，為史特勞斯提供另一齣戲劇 Daphne 提供劇本。
大英圖書館和紐約州立大學藏有眾多茨威格的收藏品。在茨威格的子嗣捐獻下，大英圖書館1986年五月舉辦了「斯蒂芬·茨威格收藏特展」。其中特別展示了許多以親筆書寫的音樂手稿，包括巴哈、海頓、華格納，和馬勒。這項展覽被譽為「世界上最偉大的親筆原稿展之一」。其中特別珍貴的一項展品是莫札特的「Verzeichnüß aller meiner Werke」，這是莫札特以他自己作品的主題下去編纂的手寫書籍。

### 传记
- 《为南极而战》
- 《巴尔扎克》
- 《玛丽亚·斯图亚特》
- 《断头王后》
- 《埃米尔·维尔哈仑》
- 《罗曼·罗兰》
- 《三作家——卡萨诺瓦、司汤达、托尔斯泰》

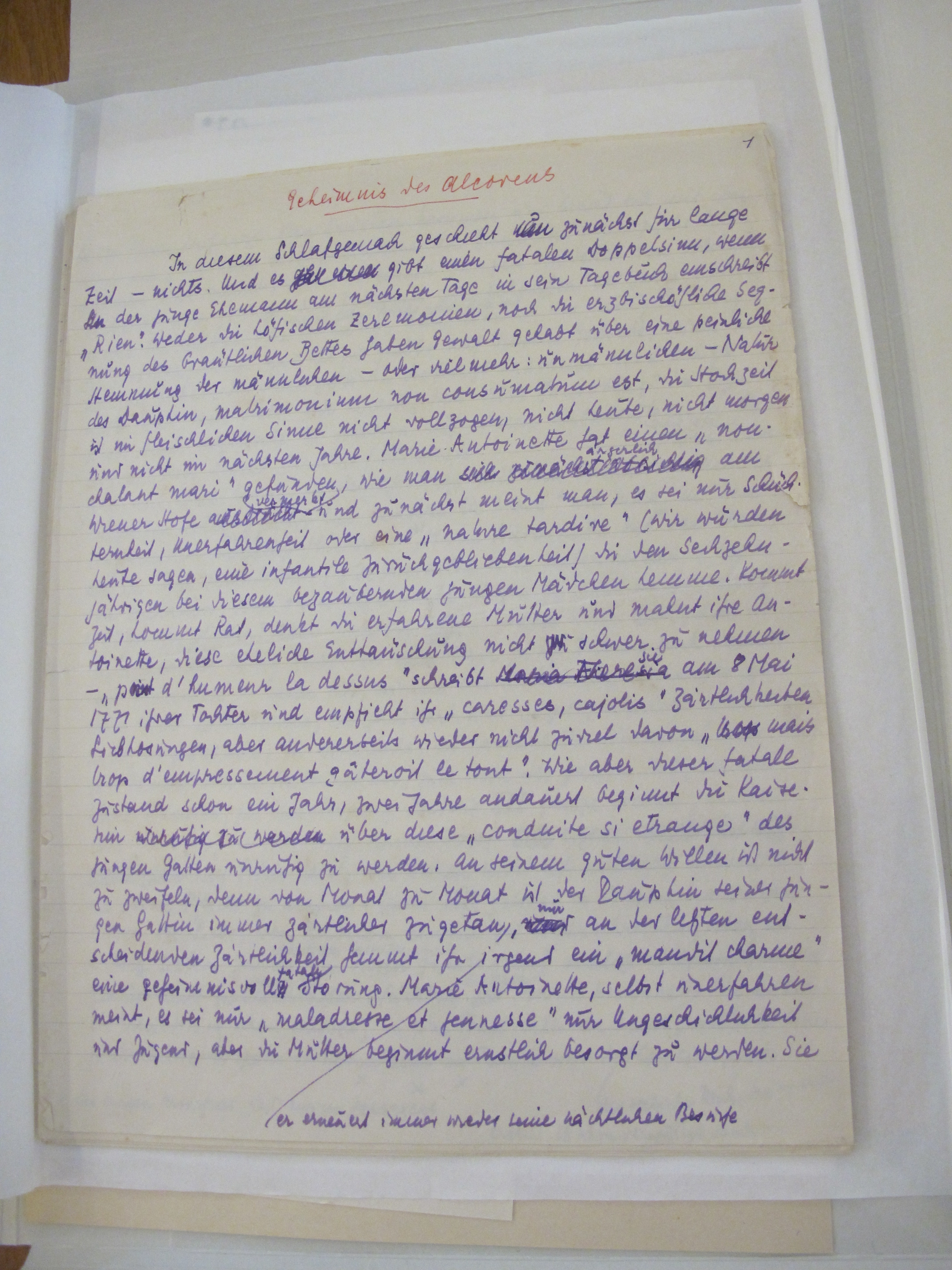
《断头王后》手稿的第一页

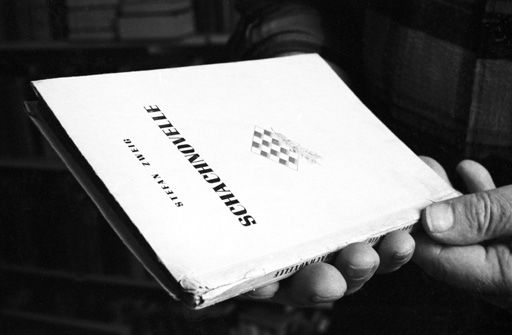
《象棋的故事》第一版

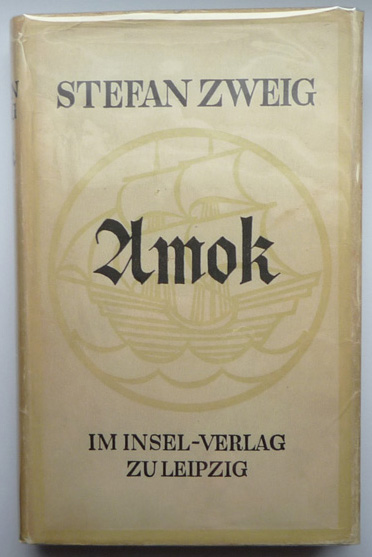
《Amok》（1922）

- 《三大师——巴尔扎克、狄更斯、陀思妥耶夫斯基》
- 《与魔鬼搏斗——荷尔德林、克莱斯特、尼采》
- 《一个政治家的肖像——约瑟夫·富歇传》
- 《精神疗法——梅斯梅尔、艾迪、弗洛伊德》
- 《麦哲伦》
- 《鹿特丹的伊拉斯谟的胜利与悲剧》
- 《亚美利哥：历史误解的真相》
- 《蒙田》

### 中篇小说
- 《恐惧》（Angst）
- 《象棋的故事》（Schachnovelle）
- 《女人与风景》（Die Frau und die Landschaft）
- 《女仆勒波雷拉》（Leporella）
- 《夏日小故事》（Eine Sommergeschichte）
- 《懒汉》（Der Verbummler）
- 《被遗忘的梦》（Vergessene Träume）

### 短篇小说
- 《旧书商门德尔》
- 《Die Wanderung》
- 《Wondrak》
- 《Wunder des Lebens》
- 《Zwei Einsame》
- 《无形的压力》
- 《Der Stern über dem Wald》
- 《偿还旧债》
- 《一颗心的沦亡》
- 《巧识新艺》
- 《灼人的秘密》
- 《奇妙之夜》
- 《看不见的收藏》
- 《情感的迷惘》
- 《疯狂杀人者》（Amokläufer）
- 《一个陌生女子的来信》（Brief einer Unbekannten）
- 《里昂的婚礼》（Die Hochzeit von Lyon）
- 《一个女人生命中的二十四小时》（Vierundzwanzig Stunden aus dem Leben einer Frau）
- 《普拉特的春天》（Praterfrühling）
- 《日内瓦湖畔的插曲》（Episode am Genfersee）
- 《一个崩溃的故事》（Geschichte eines Untergangs）
- 《贵妇失宠》（Die ungeklärte Nacht）
- 《黄昏中的故事》（Geschichte in der Dämmerung）
- 《既相同又不同的两姐妹》（Die gleich Unbekannten Schwestern）
- 《十字架》（Das Kreuz）
- 《埃丽卡·埃瓦尔德之恋》（Die Liebe der Erika Ewald）
- 《一个令人难忘的人》（Ein Mensch, den man nicht vergisst）
- 《行向昨日的旅程》（Reise in die Vergangenheit）

### 传奇
- 《Rahel rechtet mit Gott》
- 《Virata-Das Auge des ewigen Bruders》
- 《Der begrabene Leuchter》
- 《Die Legende der dritten Taube》

### 戏剧
- 《Das Lamm der Armen》
- 《Tersites》
- 《Jeremias》

### 长篇小说
- 《克拉丽莎》（Clarissa）
- 《永不安宁的心》
- 《变形的陶醉》
- 《愛與同情》(Ungeduld des Herzens，中譯書名：焦灼之心)

### 其他作品
- 《昨日的世界》（回憶錄）
- 《人类的群星闪耀时》
- 《欧洲的遗产》
- 《卡斯特利奧对阵加尔文》（或譯：《良知对阵暴力》《異端的權利》）
- 《州，城市，风景》
- 《艺术创造的秘诀》
- 《与人、书与城市的邂逅》（Begegnungen mit Menschen, Büchern, Städten）
- 《时间与世界》
- 《巴西：未来之国》
- 《诗集》
- 《文章与介绍》
- 《日记与书信》